# Андріївська сільська рада (Краматорський район)
Андріївська сільська рада — орган місцевого самоврядування Андріївської сільської громади у Краматорському районі Донецької області з адміністративним центром у c. Андріївка.

## Склад ради
Рада складалася з 14 депутатів та голови.

## Керівний склад сільської ради
| ПІБ                    | Основні відомості                                                         | Дата обрання | Дата звільнення |
| ---------------------- | ------------------------------------------------------------------------- | ------------ | --------------- |
| Діхтенко Микола Якович | Сільський голова, 1952 року народження, освіта, член Партії регіонів      | 26.03.2006   | 31.10.2010      |
| Діхтенко Микола Якович | Сільський голова, 1952 року народження, освіта вища, член Партії регіонів | 31.10.2010   |                 |

Примітка: таблиця складена за даними джерела